# SPATA6
SPATA6 (англ. Spermatogenesis associated 6) – білок, який кодується однойменним геном, розташованим у людей на 1-й хромосомі. Довжина поліпептидного ланцюга білка становить 488 амінокислот, а молекулярна маса — 55 989.
| 10         |  | 20         |  | 30         |  | 40         |  | 50         |
| ---------- |  | ---------- |  | ---------- |  | ---------- |  | ---------- |
| MPKVKALQCA |  | LALEISSVTC |  | PGVVLKDKED |  | IYLSICVFGQ |  | YKKTQCVPAT |
| FPLVFNARMV |  | FEKVFPDAVD |  | PGDVVTQLEY |  | DTAVFELIQL |  | VPPVGETLST |
| YDENTRDFMF |  | PGPNQMSGHH |  | DSNRQVTMRR |  | ISGLRGNAPR |  | LEFSTTSVIT |
| ECLISSRKCH |  | TQDKFIYHLA |  | PVEKSHGRLQ |  | NRTSRSQKKK |  | SKSPERSKYC |
| INAKNYEQPT |  | ISSKSHSPSP |  | YTKRRMCELS |  | EDTRRRLAHL |  | NLGPYEFKKE |
| TDKPPFVIRH |  | VDPPSPRADT |  | LLGSSGRDCE |  | RDGWSRVHND |  | HSHLGCCRPK |
| DYKVIRTPHG |  | RDFDDSLEKC |  | EEYLSPRSCS |  | KPRHSARTLL |  | VHSAPSTMPK |
| HSPSPVLNRA |  | SLRERFHSDW |  | CSPSNCDEIH |  | DRVKNVLKSH |  | QAHQRHLYDE |
| RDLEKDDELE |  | LKRSLLCRDS |  | AYDSDPEYSS |  | CQQPRGTFHL |  | DDGEYWSNRA |
| ASYKGKSHRP |  | IFENSMDKMY |  | RNLYKKACSS |  | ASHTQESF   |  |            |

A: Аланін

C: Цистеїн

D: Аспарагінова кислота

E: Глутамінова кислота

F: Фенілаланін

G: Гліцин

H: Гістидин

I: Ізолейцин

K: Лізин

L: Лейцин

M: Метіонін

N: Аспарагін

P: Пролін

Q: Глутамін

R: Аргінін

S: Серин

T: Треонін

V: Валін

W: Триптофан

Кодований геном білок за функціями належить до білків розвитку, фосфопротеїнів. 
Задіяний у таких біологічних процесах, як диференціація клітин, сперматогенез, альтернативний сплайсинг. 
Локалізований у клітинних відростках.
Також секретований назовні.